# Heteropogon manicatus
Heteropogon manicatus là một loài ruồi trong họ Asilidae. Heteropogon manicatus được Meigen miêu tả năm 1820. Loài này phân bố ở vùng Cổ Bắc giới.